# كيث دونيلان
كيث دونيلان (بالإنجليزية: Keith Donnellan)‏ هو أستاذ جامعي وفيلسوف أمريكي، ولد في 1931 في واشنطن العاصمة في الولايات المتحدة، وتوفي في 20 فبراير 2015 في فيرفاكس في الولايات المتحدة.